# Flugreisefall
Der Flugreisefall (auch Flugreise-Fall oder Flugreiseentscheidung) ist eine Entscheidung des Bundesgerichtshofs von 1971, der in die amtliche Sammlung (BGHZ 55, 128) aufgenommen wurde, als juristischer Lehrbuchfall verwendet wird und bis heute für die Rechtswissenschaft von Bedeutung ist.

## Fall
Ein Minderjähriger gelangte nach einem Flug von München nach Hamburg mit Transitpassagieren ohne Flugschein an Bord eines Flugzeugs in Richtung New York. Dort wurde ihm die Einreise verweigert. Die Fluggesellschaft ließ den Minderjährigen eine Zahlungsverpflichtungserklärung unterzeichnen und beförderte ihn zurück nach München. Die Mutter als gesetzliche Vertreterin verweigerte die Genehmigung von Rechtsgeschäften, die der Minderjährige mit der Fluggesellschaft geschlossen hatte. Die Fluggesellschaft verlangte vom Minderjährigen die Bezahlung beider Flüge.

## Entscheidung
Nach dem Urteil des Bundesgerichtshofes stehen der Fluggesellschaft die geltend gemachten Ansprüche im Ergebnis zu.

### Hinflug

#### Vertragliche Ansprüche
Ein Vertrag durch Angebot und Annahme wurde nicht geschlossen. Auch ein konkludenter Vertragsschluss kommt nicht in Frage, da die Fluggesellschaft (anders evtl. im ÖPNV) von vornherein nur Personen mit Flugschein befördern will, und nicht jeden, der das Flugzeug mit besteigt. Zudem konnte der noch 17-jährige Minderjährige sich ohne Einwilligung der gesetzlichen Vertreter auch nicht wirksam verpflichten. Dies gilt auch, soweit der umstrittene und allgemein abgelehnte faktische Vertrag als mögliche Anspruchsgrundlage gesehen wird, denn auch hier hat der Minderjährigenschutz Vorrang.

#### Deliktische Ansprüche
Die Schadensersatzansprüche aus §§ 823 ff. BGB bestehen zwar dem Grunde nach, scheiden aber aus, weil die Fluggesellschaft keinen Schaden hat. Durch die Mitnahme des Minderjährigen waren keine im Einzelnen bezifferbaren tatsächlichen Mehrkosten entstanden. Da das Flugzeug nicht ausgebucht war, musste auch kein Passagier zurückgewiesen werden, so dass der Gesellschaft auch insoweit kein Gewinn entgangen ist. Ein Schaden wegen zusätzlich verbrauchten Treibstoffs bzw. Essens wurde nicht dargelegt, käme aber theoretisch in Betracht.

#### Bereicherungsrechtliche Ansprüche
Der Minderjährige muss aber den Wert des Fluges nach § 812, § 818 Abs. 2 BGB ersetzen.
Er hat die Beförderungsleistung Hamburg-New York durch Leistung (streitig, eine andere Auffassung nimmt einen Eingriff an, da eine bewusste Zulassung zum Flug nur bzgl. der Passagiere mit Flugschein erfolgt) der Fluggesellschaft erlangt. Der BGH diskutierte noch die Frage, ob der Minderjährige überhaupt etwas erlangt hat und sieht das Erlangte im Vermögensvorteil durch die ersparten Aufwendungen; heute hat sich eine faktische Betrachtung durchgesetzt, nach der auch unkörperliche Vorteile „erlangt“ werden können.
Allerdings handelt es sich hier für den Minderjährigen zum einen um eine so genannte Luxusaufwendung, zum anderen könnte er durch den Rücktransport nach München entreichert sein, da er von seinem Flug nach New York nun keinen Vorteil mehr hat, § 818 Abs. 3 BGB. Wegen § 819 BGB haftet der Minderjährige aber dennoch, weil er wusste, dass er die Leistung ohne rechtlichen Grund empfängt. Im Rahmen des § 819 BGB ist wegen der Deliktsähnlichkeit (arg. § 828 BGB, hier nämlich zugleich Vergehen der Beförderungserschleichung) nach Auffassung des Bundesgerichtshofes auf die Kenntnis des Minderjährigen und nicht die der Erziehungsberechtigten abzustellen. Dies wird von einer abweichenden Ansicht bestritten, die aus Gründen des Minderjährigenschutzes auf die Kenntnis der Eltern abstellt.

### Rückflug

#### Vertragliche Ansprüche
Ansprüche aus Vertrag scheiden aus, da der Minderjährige einen Vertrag auch durch Unterschreiben der Zahlungsverpflichtungserklärung nicht wirksam abschließen konnte und die Eltern den schwebend unwirksamen Vertrag nicht genehmigt haben.

#### Ansprüche aus Geschäftsführung ohne Auftrag
Die Fluggesellschaft hat gegen den Minderjährigen einen Anspruch aus Geschäftsführung ohne Auftrag. Das auch-fremde Geschäft der Rückbeförderung lag im objektiven Interesse und entsprach damit auch dem mutmaßlichen Willen der gesetzlichen Vertreter, auf deren Willen abzustellen ist, da dem Minderjährigen die Inhaftierung auf dem Flughafen drohte. Allerdings kommt man auch bei Ablehnung der Anwendbarkeit zum gleichen Ergebnis, da es wohl nicht dem Willen des Minderjährigen entspricht, im Transitbereich des New Yorker Flughafens zu verweilen.

## Rezeption
Der Fall wurde in der Vergangenheit und wird bis in die Gegenwart Gegenstand des juristischen Diskurses zur Geschäftsführung ohne Auftrag und zur ungerechtfertigten Bereicherung. Gleiches gilt für die Kommentarliteratur.